# Pinzutu
razza e sangue di Cainu.

Un vulemo più bastardi

chi so’ nati a mal distinu;

vulemu la razza corsa

tutta dentro la so’ scorza.

Poichì no’ semo pinzuti

solu par pagà le spese,

tinitevi u vostru lussu

cu lo vostru mal francese

e lasciateci stà soli

a piegne li nostri doli.»
razza e sangue di Caino.

Non vogliamo più bastardi

che sono nati nel modo sbagliato;

vogliamo la razza corsa

tutta dentro la sua scorza.

Poiché non siamo pinzuti

solo per pagar le tasse,

tenetevi il vostro lusso

con il vostro mal francese

e lasciateci stare soli

a finire i nostri mali.»
(Canto popolare còrso)
Pinzutu (pronuncia in còrso: pints'udu, pronuncia francese: pinsout', in italiano appuntito, al pl. pinzuti) è un termine dispregiativo della lingua corsa utilizzato in Corsica per definire i continentali.
Il termine è utilizzato anche nei confronti di turisti e stranieri, i giovani utilizzano il termine "le pinz" a causa del loro accento "appuntito" diverso dai corsi.

## Origine del termine
I corsi chiamavano pinzuti dalla battaglia di Ponte Nuovo combattuta dalla truppe di Pasquale Paoli il 5 maggio 1769 contro i francesi a causa del berretto a tre cocche dell'esercito francese.

## Pinzutu nella cultura di massa
- Tino Rossi nel 1963 e Antoine Ciosi nel 1966 cantarono la canzone "Le Pinzutu" scritta da Georges Moustaki[5][6].

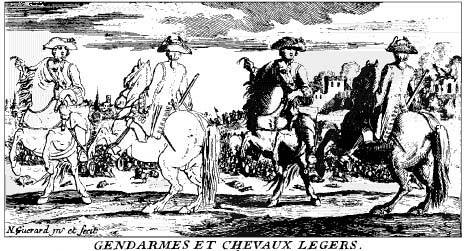
Esercito francese dell'Ancien Régime con il berretto a tre cocche, da cui presero nome "pinzuti"